# Садику, Армандо
Арма́ндо Сади́ку (алб. Armando Sadiku; род. 27 мая 1991, Эльбасан, Албания) — албанский футболист, нападающий индийского клуба «Мохун Баган». Выступал за сборную Албании. Автор первого гола Албании на международных турнирах.

## Карьера
Начинал свою карьеру в низших дивизионах чемпионата Албании по футболу. В 2010 году подписал контракт с двукратным чемпионом страны, командой «Эльбасани». Но уже через сезон Садику отправился в Европу, в клуб швейцарской Челлендж-лиги «Локарно». В 2011 году дебютировал за молодёжную сборную Албании. Является лучшим бомбардиром в своей группе в отборочном турнире молодежного чемпионата Европы.
Садику в то время находился в сфере интересов швейцарского «Янг Бойза», итальянской «Сиены» , мёнхенгладбахской «Боруссии» и «Ростова», но в начале 2014 года игрок подписал контракт с «Цюрихом». В составе многократного чемпиона Швейцарии Садику провёл два с половиной сезона, а зимой 2016 года на правах аренды перешёл в футбольный клуб «Вадуц», будучи на тот момент лучшим снайпером «Цюриха» в чемпионате. В первой же игре за новый клуб отметился дублем в ворота «Лугано».

## Статистика выступлений

### В сборной
| Матчи и голы Армандо Садику за сборную Албании | Матчи и голы Армандо Садику за сборную Албании | Матчи и голы Армандо Садику за сборную Албании | Матчи и голы Армандо Садику за сборную Албании | Матчи и голы Армандо Садику за сборную Албании | Матчи и голы Армандо Садику за сборную Албании | Матчи и голы Армандо Садику за сборную Албании |
| №                                              | Дата                                           | Место проведения                               | Соперник                                       | Счёт                                           | Голы                                           | Соревнование                                   |
| ---------------------------------------------- | ---------------------------------------------- | ---------------------------------------------- | ---------------------------------------------- | ---------------------------------------------- | ---------------------------------------------- | ---------------------------------------------- |
| 1                                              | 29 февраля 2012                                | Стадион им. Михаила Месхи, Тбилиси             | Грузия                                         | 1:2                                            | —                                              | Товарищеский матч                              |
| 2                                              | 22 мая 2012                                    | Кампо-де-Вальекас, Мадрид                      | Катар                                          | 2:1                                            | —                                              | Товарищеский матч                              |
| 3                                              | 27 мая 2012                                    | Инёню, Стамбул                                 | Иран                                           | 2:1                                            | —                                              | Товарищеский матч                              |
| 4                                              | 7 сентября 2012                                | Кемаль Стафа, Тирана                           | Кипр                                           | 3:1                                            | 1                                              | Отборочные матчи ЧМ 2014                       |
| 5                                              | 12 октября 2012                                | Кемаль Стафа, Тирана                           | Исландия                                       | 1:2                                            | —                                              | Отборочные матчи ЧМ 2014                       |
| 6                                              | 16 октября 2012                                | Кемаль Стафа, Тирана                           | Словения                                       | 1:0                                            | —                                              | Отборочные матчи ЧМ 2014                       |
| 7                                              | 14 ноября 2012                                 | Стад де Женев, Женева                          | Камерун                                        | 0:0                                            | —                                              | Товарищеский матч                              |
| 8                                              | 6 февраля 2013                                 | Кемаль Стафа, Тирана                           | Грузия                                         | 1:2                                            | —                                              | Товарищеский матч                              |
| 9                                              | 26 марта 2013                                  | Кемаль Стафа, Тирана                           | Литва                                          | 4:1                                            | —                                              | Товарищеский матч                              |
| 10                                             | 15 ноября 2013                                 | Стадион Университета Акдениз, Анталья          | Беларусь                                       | 0:0                                            | —                                              | Товарищеский матч                              |
| 11                                             | 5 марта 2014                                   | Стадион Нико Дована, Дуррес                    | Мальта                                         | 2:0                                            | —                                              | Товарищеский матч                              |
| 12                                             | 13 июня 2015                                   | Эльбасан Арена, Эльбасан                       | Франция                                        | 1:0                                            | —                                              | Товарищеский матч                              |
| 13                                             | 4 сентября 2015                                | Паркен, Копенгаген                             | Дания                                          | 0:0                                            | —                                              | Квалификация ЧЕ 2016                           |
| 14                                             | 11 октября 2015                                | Республиканский стадион, Ереван                | Армения                                        | 3:0                                            | 1                                              | Квалификация ЧЕ 2016                           |
| 15                                             | 13 ноября 2015                                 | Городской стадион, Приштина                    | Косово                                         | 2:2                                            | —                                              | Товарищеский матч                              |
| 16                                             | 16 ноября 2015                                 | Кемаль Стафа, Тирана                           | Грузия                                         | 2:2                                            | —                                              | Товарищеский матч                              |
| 17                                             | 26 марта 2016                                  | Эрнст Хаппель, Вена                            | Австрия                                        | 1:2                                            | —                                              | Товарищеский матч                              |
| 18                                             | 29 марта 2016                                  | Жози Бартель, Люксембург                       | Люксембург                                     | 2:0                                            | 1                                              | Товарищеский матч                              |
| 19                                             | 29 мая 2016                                    | Профертил Арена, Хартберг                      | Катар                                          | 3:1                                            | 1                                              | Товарищеский матч                              |
| 20                                             | 3 июня 2016                                    | Атлети Адзурри д’Италия, Бергамо               | Украина                                        | 1:3                                            | 1                                              | Товарищеский матч                              |
| 21                                             | 11 июня 2016                                   | Боллар-Делелис, Ланс                           | Швейцария                                      | 0:1                                            | —                                              | Финальные матчи ЧЕ-2016                        |
| 22                                             | 15 июня 2016                                   | Велодром, Марсель                              | Франция                                        | 0:2                                            | —                                              | Финальные матчи ЧЕ-2016                        |
| 23                                             | 19 июня 2016                                   | Парк Олимпик Лионне, Лион                      | Румыния                                        | 1:0                                            | 1                                              | Финальные матчи ЧЕ-2016                        |

Итого: 23 матча / 6 голов; eu-football.info.